# ماگدا سابو
ماگدا سابو (انگلیسی: Magda Szabó‎؛ زاده ۵ اکتبر ۱۹۱۷ - درگذشته ۱۹ نوامبر ۲۰۰۷) رمان‌نویس مجاری بود. او دکترای واژه‌شناسی داشت و همچنین در زمینه‌های درام، جستار، مطالعات، شرح‌حال، شعر و ادبیات کودکان آثار از او به جا مانده‌است. او در میان مؤلفان مجار با انتشار آثارش در ۴۲ کشور و بیش از ۳۰ زبان رکورددار است.

## زندگی
ماگدا سابو در سال ۱۹۱۷ در خانواده‌ای پروتستان، در شهر دبرتسن متولد شد. پدرش از کودکی با او به زبان‌های لاتین، آلمانی، انگلیسی و فرانسوی حرف می‌زد و این زمینهٔ تحصیل او در دانشگاه دبرتسن در رشتهٔ زبان و ادبیات لاتین و مجاری نیز شد. در ۱۹۴۴ و ۱۹۴۵ در مناطق تحت اشغال آلمان و شوروی به کار معلمی پرداخت. در سال ۱۹۴۷ نخستین آثار خود را در قالب شعر منتشر ساخت. دو دفتر شعرش با عنوان‌های بره و بازگشت به انسان در ۱۹۴۹ برندهٔ جایزهٔ باومگارتن شد ولی همان روز ملغی شد و سابو توسط حزب تازه تأسیس کمونیست به عنوان «دشمن مردم» معرفی شد. سابو اولین رمان خود را با نام فرسکو در ۱۹۵۸ و یکسال پس از آن رمان دیگری به نام آهوبره منتشر کرد. در ۱۹۵۹ جایزهٔ یوژف آتیلا به او رسید. پس از این بود که بیش از پیش به نوشتن رمان پرداخت؛ از جمله خیابان کاتالین (۱۹۶۹)، داستانی قدیمی (۱۹۷۱) و در (۱۹۸۷). سابو درعین‌حال در زمینه‌های دیگری مثل ادبیات کودکان، نمایشنامه، داستان کوتاه و متون غیرداستانی فعالیت داشته‌است. یکی از همین متون غیرداستانی نوشته‌ای است در رثای همسرش تیبور سوبوتکا که نویسنده و مترجم بود و در سال ۱۹۸۲ درگذشت. سابو یکی از اعضای آکادمی علوم اروپا و همچنین سرپرست سمینار الهیات کالوینیستی بود.

## گزیده آثار
- به سالی بگو … (۱۹۵۸)
- آهوبره (۱۹۵۹)
- شب خوک‌کشی (۱۹۶۰)
- ترانهٔ ایزا (۱۹۶۳)، ترجمهٔ نگار شاطریان، نشر بیدگل، سال ۱۳۹۹
- خیابان کاتالین (۱۹۶۹)، ترجمهٔ نصراله مرادیانی، نشر بیدگل، سال ۱۳۹۹
- ابیگیل (۱۹۷۰)، ترجمهٔ نصراله مرادیانی- نشر بیدگل، سال ۱۴۰۰
- در (۱۹۸۷)، ترجمهٔ نصراله مرادیانی، نشر بیدگل، سال ۱۳۹۷